# Corbara
Corbara  (en cors Corbara ) és un municipi francès, situat a la regió de Còrsega, al departament d'Alta Còrsega. L'any 1999 tenia 706 habitants.

## Demografia
| 1962 | 1968 | 1975 | 1982 | 1990 | 1999 |
| ---- | ---- | ---- | ---- | ---- | ---- |
| 314  | 355  | 366  | 510  | 583  | 706  |

## Administració
| Període | Identitat  | Partit | Qualitat |  |
| ------- | ---------- | ------ | -------- |  |
| 2001-   | Paul Lions |        |          |  |

## Galeria d'imatges

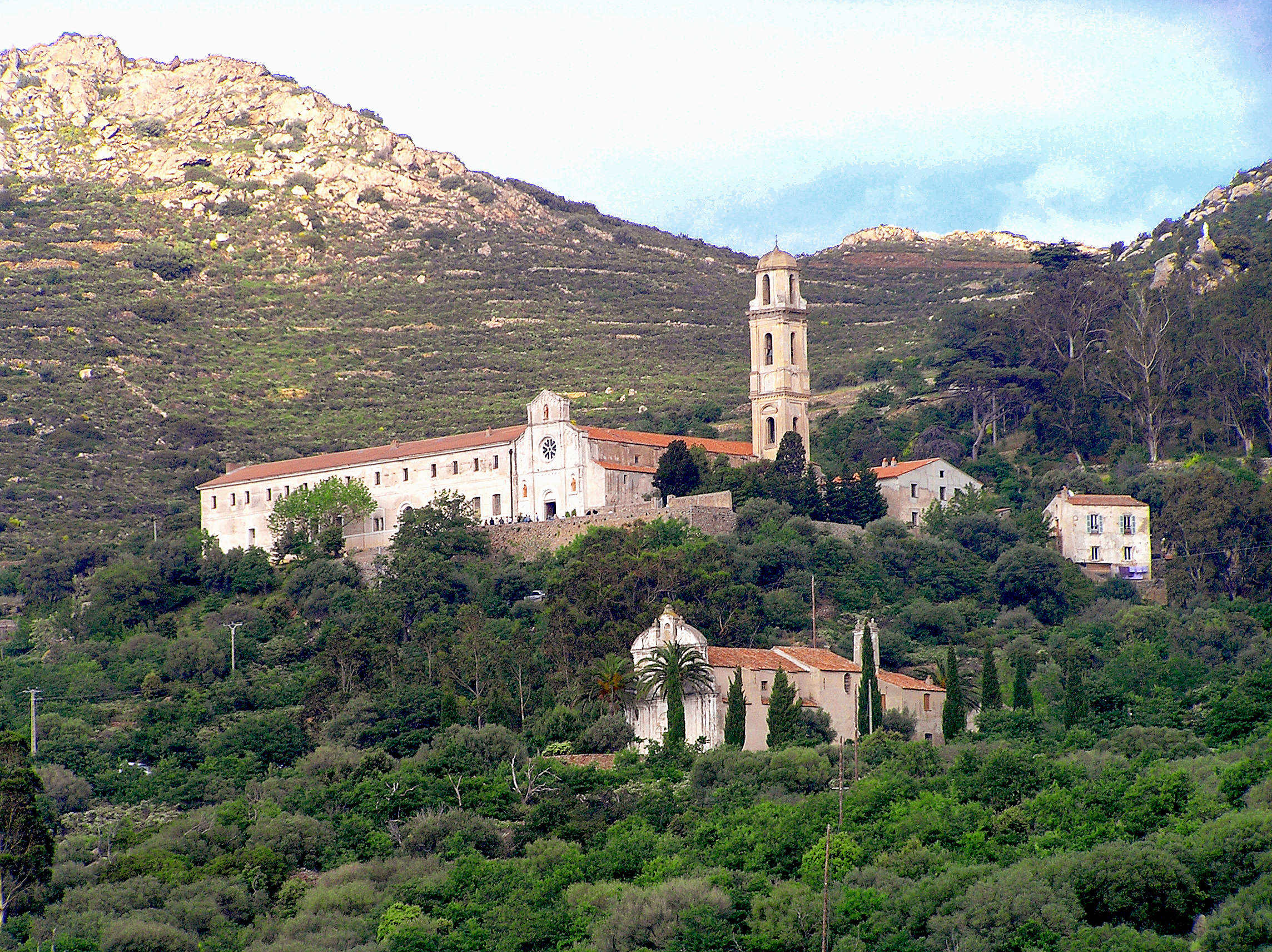
Convent St-Dominique i capella Notre-Dame de Latiu
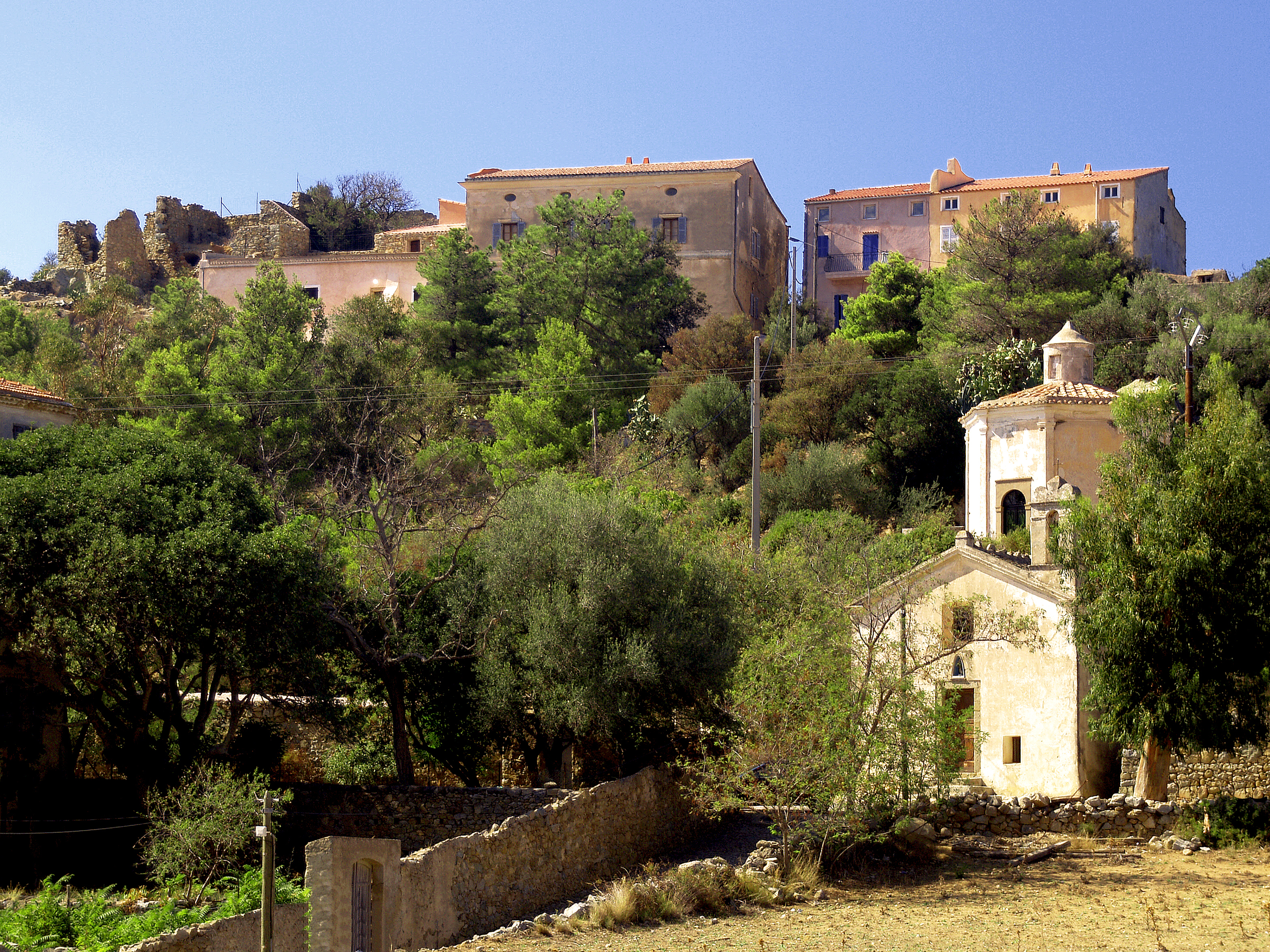
la capella San Roccu
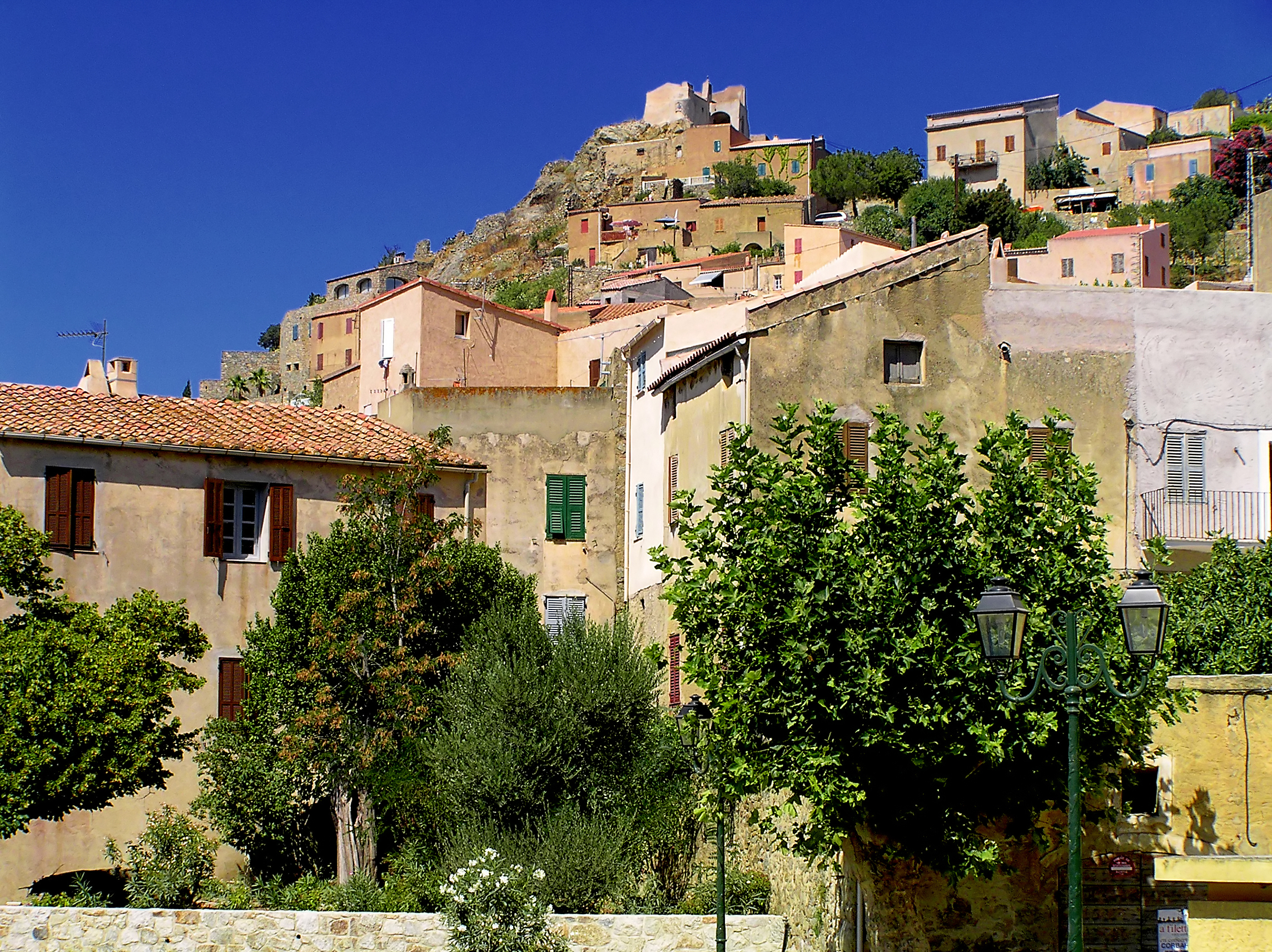
Notre-Dame des Sept Douleurs
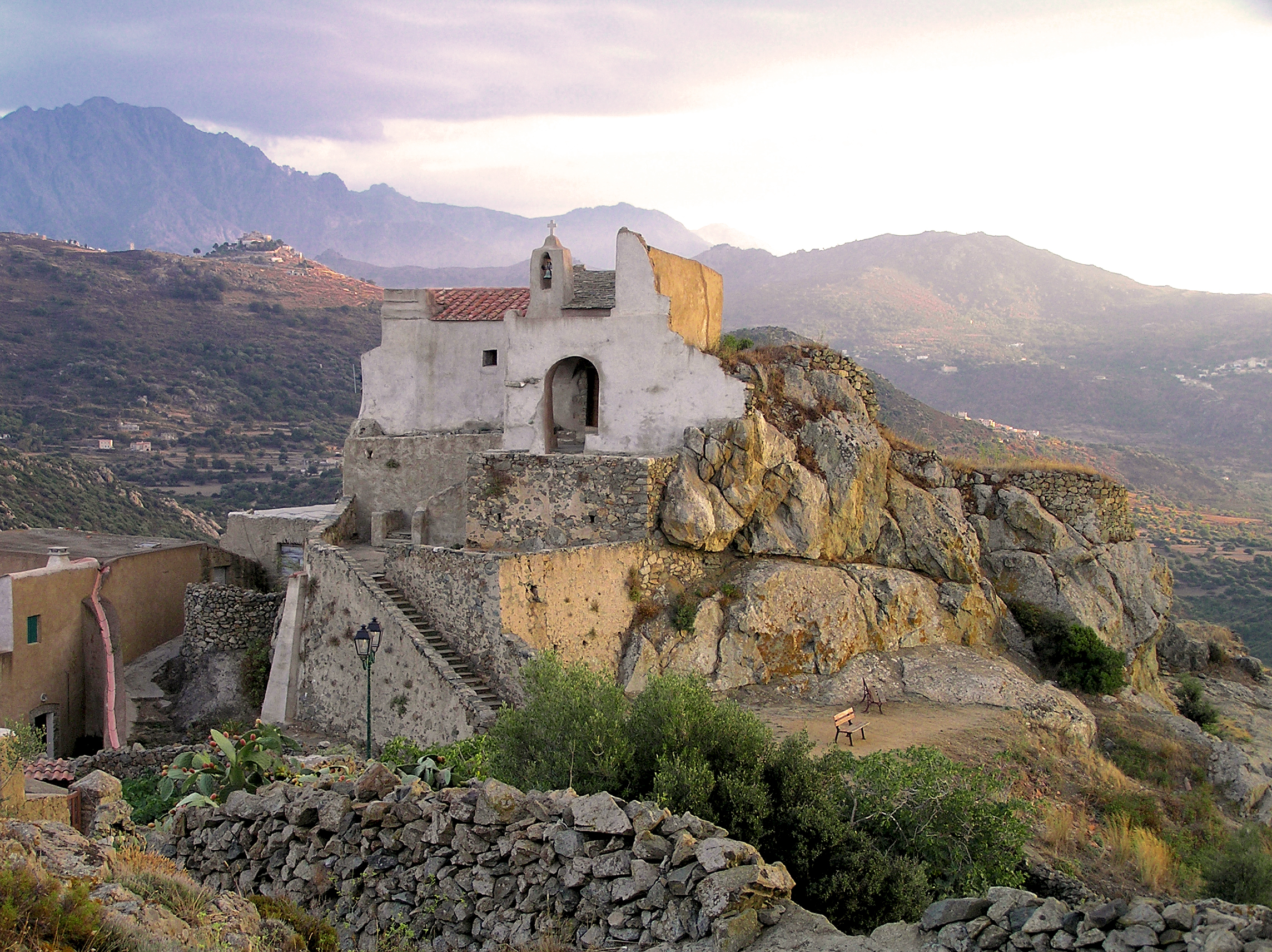
Notre-Dame des Sept Douleurs